# حور باف
حور باف (المعروف أيضًا باسم بايف حور وحورباف) كان أميرًا مصريًا قديمًا من الأسرة الرابعة. كان لقبه سا نيسوت بمعنى "ابن الملك".
كان حورباف ابن الملك خوفو وملكة مجهولة. تزوج من أخته غير الشقيقة مرس عنخ الثانية، وأنجبا ابنتين، السيدتين نفرتكاو الثالثة ونبتي تيبيتس. قد يكون لهما أيضًا ابن واحد يدعى جاتي. بعد وفاة حورباف، تزوجت أرملته مرس عنخ من ملك، وهو أيضًا أخوها غير الشقيق، إما ددف رع أو خفرع، وبالتالي أصبحت ملكة. من الممكن أن جاتي كان ابن الزوج الثاني لمرس عنخ لأنه كان يحمل لقب سا نيسوت إن غتف بمعنى "ابن الملك من صلبه"، وحورباف كان ابنا ملكيًا لكنه لم يصبح ملكًا أبدًا.
دُفن حورباف في المصطبة رقم G 7410-7420 في الجيزة. كما دُفنت مرس عنخ هناك أيضًا.